# Agrias beata
Agrias beata är en fjärilsart som beskrevs av Otto Staudinger 1885 . Agrias beata ingår i släktet Agrias och familjen praktfjärilar. Inga underarter finns listade i Catalogue of Life.